# Tettigonia macrocephalus
Tettigonia macrocephalus är en insektsart som först beskrevs av Fischer von Waldheim 1846.  Tettigonia macrocephalus ingår i släktet Tettigonia och familjen vårtbitare. Inga underarter finns listade i Catalogue of Life.